# 826 TCN
826 TCN là một năm trong lịch La Mã.